# خمپاره

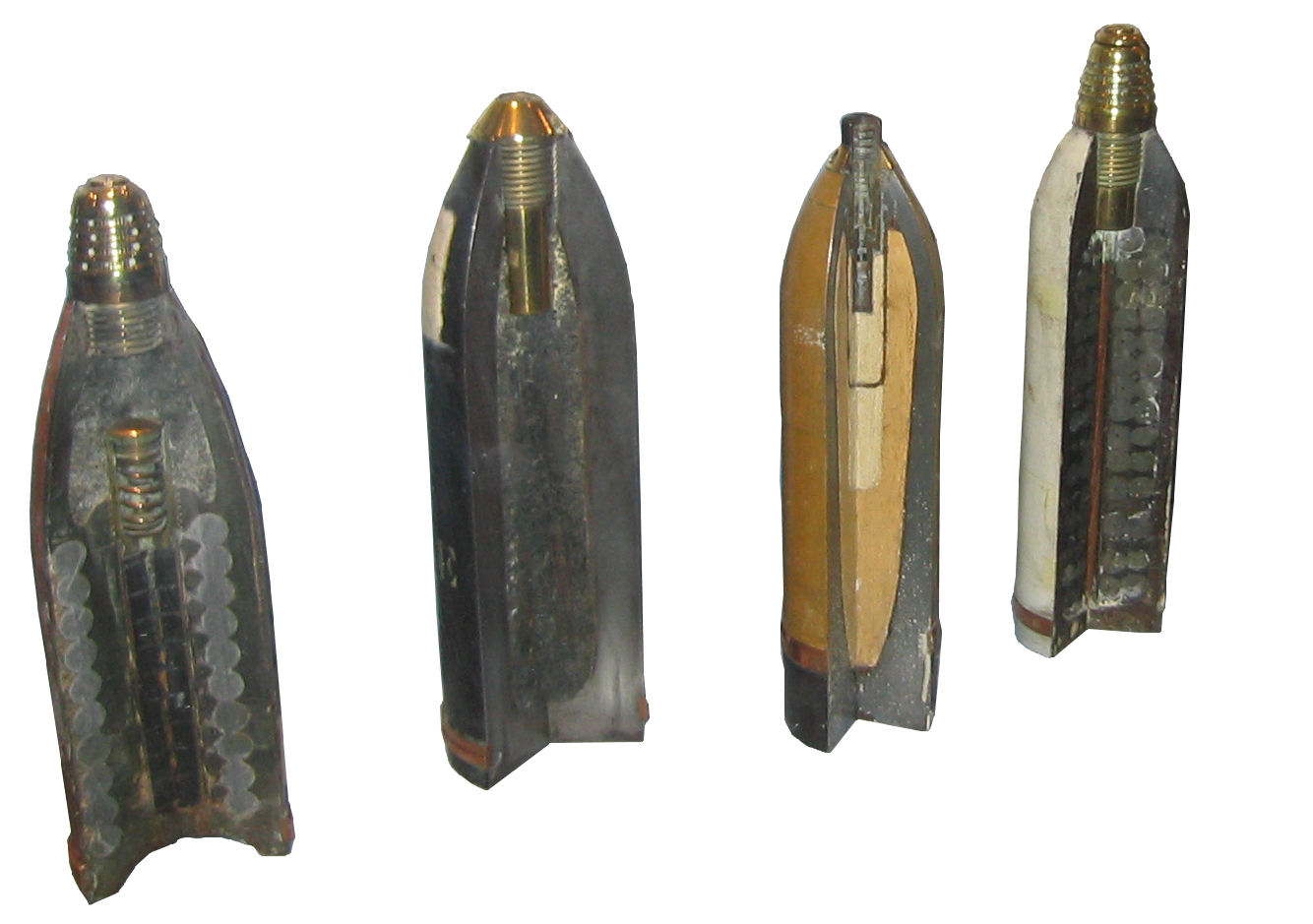
خمپاره‌هایی از جنگ جهانی اول

خُمپاره یا به فارسی دری هاوان از یک خرج اصلی و چند خرج کمکی (بسته به دوری و مسافت) درست شده‌است که پس از انفجار در لوله، آن را پرتاب می‌کند.
خمپاره نوعی سلاح توپخانه‌ای با برد نسبتاً کوتاه و زاویهٔ پرتاب بالا است که برای شلیک گلوله به‌صورت قوسی و از بالای موانع به‌سوی هدف به‌کار می‌رود. برخلاف توپ‌های معمولی که گلوله را در مسیر نسبتاً مستقیم و با سرعت بالا پرتاب می‌کنند، خمپاره‌ها برای آتش غیرمستقیم و حمله به مواضع پشت پناهگاه، دیوار، یا دره‌ها طراحی شده‌اند. گلوله‌های خمپاره که «خمپاره‌انداز» آن‌ها را شلیک می‌کند، معمولاً انفجاری هستند و پس از برخورد با زمین یا در ارتفاع مشخصی منفجر می‌شوند.
خمپاره ابزاری برای ضربه‌زدن غیرمستقیم به دشمن در موقعیت‌های پشت مانع و در فواصل کوتاه تا متوسط است.
خمپاره‌اندازها در اندازه‌های گوناگون ساخته می‌شوند؛ از نمونه‌های سبک قابل‌حمل توسط یک یا دو سرباز (مانند خمپاره‌های ۶۰ یا ۸۱ میلی‌متری) گرفته تا نمونه‌های سنگین که نیاز به پایهٔ ثابت و تیم پشتیبانی دارند (مانند خمپاره‌های ۱۲۰ میلی‌متری یا بزرگ‌تر). گلوله‌های خمپاره معمولاً به‌صورت کالیبر استاندارد مشخص می‌شوند و به‌دلیل قوس پرتاب زیاد، توان نفوذ مستقیم به زره را ندارند اما برای تخریب استحکامات سبک، نفرات پیاده، یا ایجاد دود و روشنایی شبانه کاربرد مؤثر دارند.
فرایند شلیک در بیشتر خمپاره‌ها به‌صورت بارگذاری از جلو (پیش‌گذار) است: گلوله از دهانه وارد لوله می‌شود، به پایین می‌افتد و با برخورد به سوزن ضربه‌ای در ته لوله، خرج پرتاب فعال شده و گلوله به بالا پرتاب می‌شود. به‌دلیل سادگی ساختار، خمپاره‌ها ارزان، آسان‌قابل‌حمل و مناسب برای جنگ‌های چریکی و کلاسیک هستند.
از نظر تاریخی، خمپاره‌ها در جنگ جهانی اول اهمیت پیدا کردند و در جنگ جهانی دوم به بخش جدایی‌ناپذیر واحدهای پیاده‌نظام تبدیل شدند. امروزه هم در نیروهای مسلح بیشتر کشورها، خمپاره‌اندازهای سبک، متوسط و سنگین در یگان‌های رزمی وجود دارند و حتی برخی از آن‌ها به سامانه‌های هدف‌گیری دیجیتال مجهز شده‌اند. خمپاره‌ها را نباید با هویتزر یا توپ اشتباه گرفت، چراکه زاویهٔ پرتاب و نوع کاربردشان متفاوت است.

## بخش‌های گوناگون
خمپاره از ۳ بخش درست شده‌است:

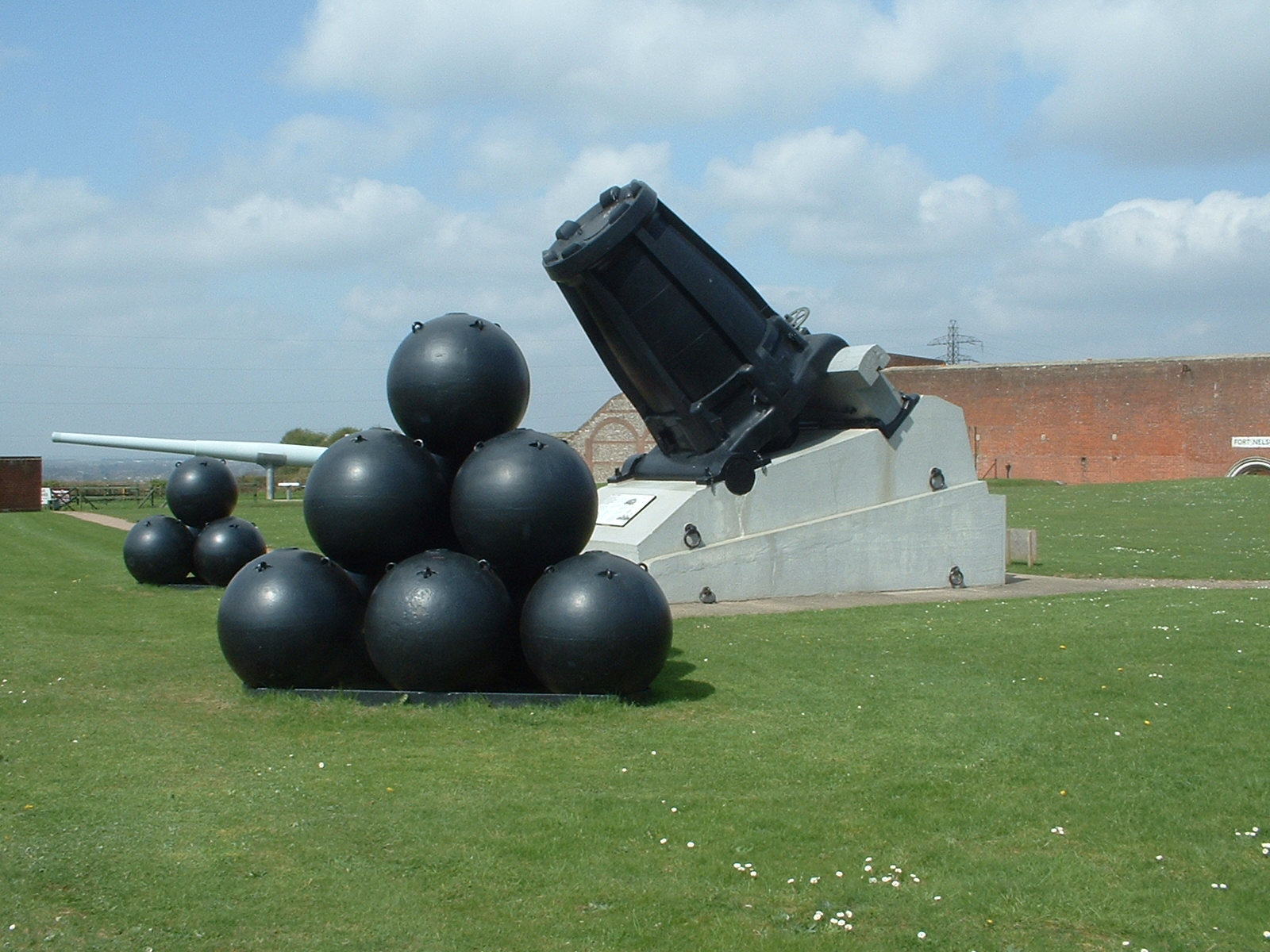
خمپاره ماله با کالیبر ۹۱۴ میلی متری

- ماسوره: که در بالاست و وظیفه اش ایجاد موج انفجار است.
- بدنه: که محل قرار گرفتن مواد منفجره است و پس از رسیدن موج از ماسوره بلافاصله ماده ی منفجره درون آن منفجر می‌شود و بدنه به صورت ترکش درمی‌آید.
- پره ی کنترل: که در انتها قرار دارد و کارش پیشبرد گلوله در مسیر مستقیم است.

اما نیروی پیش راننده ی خمپاره ۲ مرحله‌ای است که پشت سر هم کار می‌کنند.
1. خرج پرتاب اولیه یا چاشنی ته فشنگی: که شبیه گلوله‌های تفنگ‌های شکاری است و در ته خمپاره و وسط پره ی کنترل قرار دارد.
2. خرج پرتاب ثانویه یا خرج پرواز: که دور پره قرار می‌گیرد و بسته به مسافت و زاویه ی خمپاره انداز تعداد آن به هنگام شلیک فرق می‌کند.

## کارکرد
هیچ چاشنی ای توانایی پرتاب گلوله ی خود را ندارد. گلوله ی خمپاره نیز از این قاعده مستثنا نیست. گلوله ی خمپاره از نوع نیمه آماده است. چاشنی خمپاره مانند سایر گلوله‌ها در مرکز انتهای گلوله قرار دارد که پس از گذاشتن و رهایی گلوله در خمپاره انداز (از قسمت پره) ابتدا چاشنی ته فشنگی به سوزن برخورد می‌کند و آتش می‌گیرد و شعله‌های آتش از سوراخ‌های روی پایه پره خارج شده و خرج‌های پرتاب ثانوی را آتش می‌زند و بدین سان گلوله تا هدف به پیش می‌رود. انفجار خرج‌ها باعث تولید گاز شده و این فشار باعث پرتاب گلوله تا مسافت مورد نظر می‌شود. گاه خرج‌های کمکی به دور خرج اصلی پیچیده می‌شوند. خرج اصلی توان اندکی برای پرتاب گلوله دارد، بنابراین معمولاً از خرج کمکی استفاده می‌شود. تعداد خرج‌های کمکی بستگی به فاصله ی هدف از قبضه خمپاره انداز دارد. البته زاویه خمپاره انداز نقش مهمی در بُرد گلوله دارد.